# Río Mera (Ría de Ortigueira)
El río Mera es un río de la provincia de La Coruña, Galicia, España. Pertenece a la vertiente Cantábrica.

## Curso
El río nace a 752 metros de altitud, en lo alto del monte Caxado, corresponde al sector meridional de la Sierra de Faladoira; otros autores dicen que nace de la confluencia de los arroyos Carrís y Soutochao. Recorre una distancia de 29 km, formando el límite entre los municipios de As Somozas, Puentes de García Rodríguez, Cerdido y Ortigueira, donde desemboca, llevando casi siempre la dirección sur-norte, en la ría de Santa Marta de Ortigueira, formando la ensenada del mismo nombre. Las estimaciones ofrecen un caudal medio de 5 metros cúbicos por segundo, que son surtidos por una cuenca de unos 127 kilómetros cuadrados. A lo largo de su recorrido recibe varios arroyos, siendo el principal el Pulgueiro o Pulgueira, que afluye por la derecha.

## Hidrónimo
El nombre tiene probablemente un origen en la hidronimia paleoeuropea. Provendría de la raíz indoeuropea *mar- /mor- ‘agua estancada’.